# 蔡浩偉
哈维尔·埃切瓦里亚·罗德里格斯（西班牙語：Javier Echevarría Rodríguez，1932年6月14日—2016年12月12日）主教，漢名蔡浩偉，是天主教主教及俗世社團主業會的第三任監督。他曾經在主業會創始者施禮華神父身邊協助會務二十五年，並擔任前任監督歐華路主教十九年任期中的總秘書長一職。
在羅馬教廷的職務上面他在冊封聖人部與宗座最高法院均有供職。

## 簡歷
1932年6月14日，蔡浩偉主教生於西班牙的馬德里。在他尚未晉鐸為神父前他已經擔任施禮華神父的私人助理多年。最後在1955年8月7日以主業會成員的身分晉鐸為神父。
在他獲得神職前他曾於義大利的聖多瑪斯·阿奎納宗座大學攻讀教會法學，並在1954年獲得學位。
1975年他被創始人第一任繼承者歐華路神父（後來被教宗若望保祿二世任命為主教及主業會改制為個人監督區後的首任監督）任命為主業會秘書長，後來在1982年主業會被教宗若望保祿二世賦與個人監督區的身分後，他的職稱被改為副監督（vicar general，大多翻譯為副主教，但對應於主業會的領導者的頭銜為監督，故在此被稱作副監督）。

### 擔任監督

蔡浩偉主教牧徽

1994年3月23日，歐華路主教辭世。蔡浩偉神父眾望所歸的被選為主業會第二任監督，並在1994年4月20日獲得教廷認可。隨後在同年的11月21日他被教宗若望保祿二世賦與西利比亞（Cilibia）領銜主教的頭銜，並於隔年1995年的1月6日由若望保祿二世親自按立晉牧為主教。 
作為主業會的管理者，蔡浩偉主教擔任了主業會在西班牙成立的納瓦拉大學以及在菲律賓成立的亞洲及太平洋大學的校長。
在與天主教群體的參與方面他曾參加過1997年在美國及1999年在歐洲舉辦的世界主教會議地區性特別大會。以及2001年及2005年舉辦的常會。2012年10月13日的世界主教會議常會＜新福傳＞中他被教宗本篤十六世指定為教宗選派的與會者之一。 
蔡浩偉主教在2016年12月5日因為感染了輕微的肺炎而進了羅馬Campus Bio-Medico醫院，他的病情突然急轉直下，於12月12日瓜達露佩聖母瞻禮日晚上九時十分因呼吸系統衰竭去世，遺體安葬於主業團總部和平之后監督座堂（Prelatic Church of Our Lady of Peace）的地下室內，並與前監督歐華路主教合葬。